# 알제리의 국기

알제리의 국기 비율 2:3

알제리의 국기는 1962년 7월 3일에 제정되었다. 알제리의 국기는 알제리 임시 정부가 1958년부터 1962년까지 사용했던 기를 바탕으로 한 것이다. 초록색과 하얀색 두 가지 색으로 된 바탕 가운데에 빨간색 초승달과 별이 그려져 있다. 초록은 번영을, 하양은 순결과 평화를, 빨강은 알제리 독립 전쟁에서 죽은 전사들의 피를 의미하며, 초승달과 별은 이슬람교를 의미한다.

## 규격과 색상

알제리의 국기 규격

알제리의 국기 규격은 다음과 같다.
알제리의 국기 색상은 다음과 같다.
| 색상 | 초록              | 하양                  | 빨강                |
| ---- | ----------------- | --------------------- | ------------------- |
| RGB  | 0–98–51 (#006233) | 255–255–255 (#FFFFFF) | 210–16–52 (#D21034) |

## 그 외의 기

알제리의 해군기 비율 2:3
알제리의 국적기 비율 2:3
알제리의 대통령기

## 역대 알제리의 국기

오스만령 알제리 시절의 기
프랑스령 알제리의 기
알제리 임시 정부의 기 (1958년 ~ 1962년)

## 같이 보기
- 알제리의 국장